# Drapeau de la Corée du Nord

Variante du drapeau de la Corée du Nord avec des couleurs plus foncées.

Mesures précises.

Drapeau du Parti du travail de Corée.

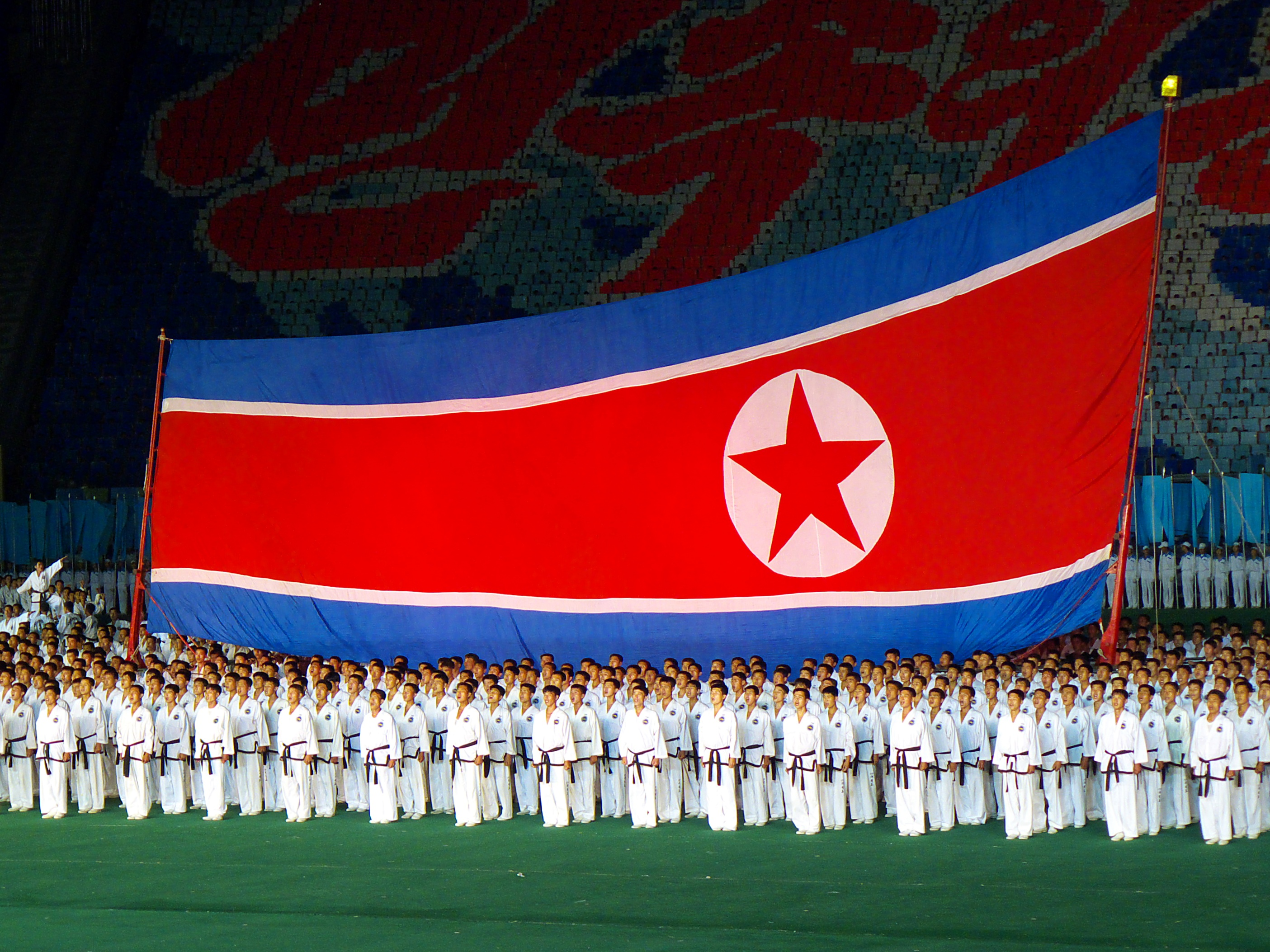
Drapeau utilisé lors d'un spectacle de masse.

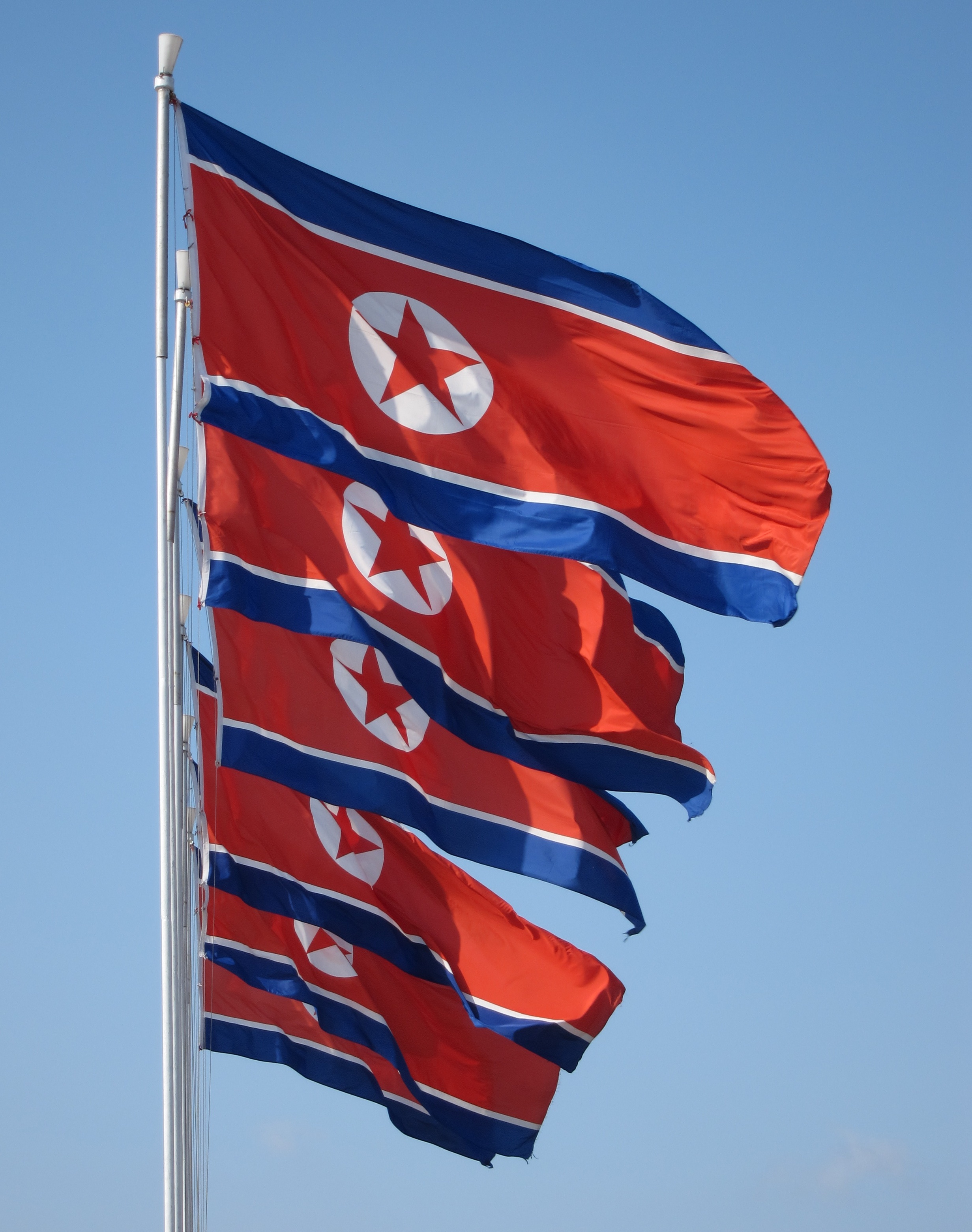
Drapeaux nord-coréens.

Le drapeau de la Corée du Nord est le drapeau national et le pavillon national de la Corée du Nord. Il a été adopté le 8 septembre 1948.

## Histoire
Le drapeau actuel a été adopté en 1948. Jusqu'à cette date, le Taegeukgi était en vigueur en Corée du Nord.

## Symbolisme
L'étoile rouge, symbole universel du communisme, continue d'être utilisé bien que, depuis l'adoption du drapeau, la philosophie du marxisme-léninisme a été remplacée par l’idéologie juche comme seule doctrine guidant l'État, les références au communisme ayant été peu à peu supprimées de la constitution de la Corée du Nord et des documents légaux. Toutefois, malgré la suppression de ces références, la Corée du Nord reste un pays communiste de type stalinien doté d'une économie planifiée. Pour cette raison l'étoile rouge est conservée.
La bande rouge exprime les traditions révolutionnaires. Les deux bandes bleues représentent la souveraineté, la paix et l'amitié. Les bandes blanches symbolisent quant à elles la pureté.
Selon l'Association d'amitié avec la Corée, l'étoile rouge symbolise les traditions révolutionnaires, la bande rouge représente le patriotisme et la détermination du peuple coréen. Les bandes blanches symbolisent la nation unifiée ainsi que sa culture. Les bandes bleues représentent l’unité, la sociabilité et enfin l'entraide.

## Galerie

### Drapeaux historiques

Drapeau de la dynastie Joseon (utilisé pendant le XIXe siècle).
Drapeau de l'Empire coréen (1897-1910).
Drapeau du Japon, hissé en Corée pendant l’occupation japonaise (1910-1945).
Drapeau de l'URSS, utilisé conjointement avec le drapeau suivant pendant l'occupation soviétique du Nord de la Corée (1945-1948).
Drapeau utilisé par le Comité provisoire du peuple de Corée du Nord (1946-1948).
Drapeau de la Corée du Nord (1948-1992).

### Drapeaux militaires

Drapeau du commandant suprême (avant 2020).
Drapeau du commandant suprême (avant 2002).
Drapeau de l'Armée populaire de Corée.
Drapeau des Forces terrestres populaires de Corée.
Drapeau des Forces terrestres populaires de Corée (revers).
Drapeau de la Marine populaire de Corée.
Drapeau de la Marine populaire de Corée (revers).
Drapeau de la Force aérienne populaire de Corée.
Drapeau de la Force aérienne populaire de Corée (revers).
Drapeau des Forces stratégiques populaire de Corée.
Drapeau des Forces stratégiques populaire de Corée (revers).
Drapeau des Forces d'opérations spéciales populaires de Corée.
Drapeau des Forces d'opérations spéciales populaires de Corée (revers).
Drapeau des Gardes rouges des ouvriers et paysans.
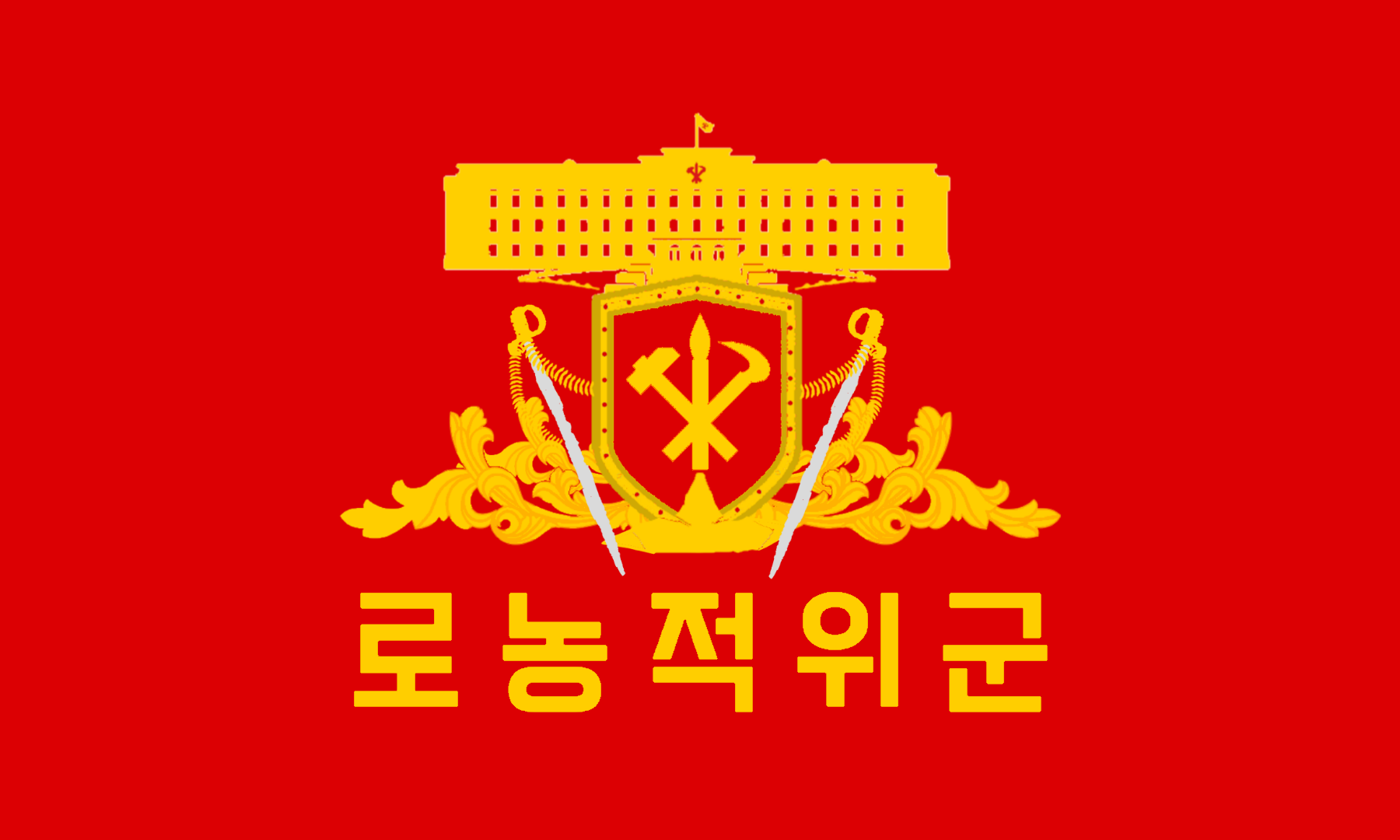
Drapeau des Gardes rouges des ouvriers et paysans (revers).

### Pavillons

Pavillon naval.
Pavillon naval des unités de la garde.
Pavillon de beaupré.

### Drapeaux régionaux

Drapeau de la Région administrative spéciale de Sinuiju.

### Autres drapeaux

Drapeau de la Corée du Nord (version verticale).
Drapeau de la Corée du Nord (version verticale, variante).
Drapeau du Parti du travail de Corée (version verticale).
Drapeau de l'unification coréenne, version utilisée par la Corée du Nord.
Drapeau de l'Union de la jeunesse socialiste patriotique.
Drapeau de l'Union démocratique des femmes de Corée.
Drapeau du président de la Commission des affaires de l'État.